# Jantarnyj
Jantarnyj (ryska Янтарный, före 1945 Palmnicken) är en ort i Kaliningrad oblast före detta Ostpreussen, på västra kusten av Samland. Folkmängden uppgår till cirka 5 000 invånare.
Under den tyska tiden var den känd som badort, och Tysklands främsta fyndort för bärnsten, med statliga bärnstensverk.